# Дальнее (Томская область)
Да́льнее — посёлок в Колпашевском районе Томской области, Россия. Входит в состав Новосёловского сельского поселения. Население — 93 чел. (2021).
До 2017 года было центром Дальненского сельского поселения.

## География
Посёлок находится в северной части Колпашевского района, на берегу реки Большая Пиковка, на большом удалении от других населённых пунктов. Расстояние до райцентра — 70 км.

## Население
| 2002 | 2010 | 2012 | 2013 | 2014 | 2015 | 2021 |
| ---- | ---- | ---- | ---- | ---- | ---- | ---- |
| 326  | ↘215 | ↘213 | ↘210 | ↘202 | ↘195 | ↘93  |

## Социальная сфера и экономика
В посёлке работают общеобразовательная школа, фельдшерско-акушерский пункт, библиотека и дом культуры.
Основу местной экономической жизни составляют сельское и лесное хозяйство и розничная торговля.